# Casa dos Cavaleiros de Rodes
A Casa dos Cavaleiros de Rodes (em latim: Casa dei Cavalieri di Rodi) é um edifício em Roma, Itália, situado sobre as ruínas do Fórum de Augusto e construído pelos Cavaleiros Hospitalários no final do século XIII. Desde 1946, é a sede de seus sucessores, a Ordem Soberana e Militar de Malta.

## História

### Mosteiro basiliano
O Fórum de Augusto e o Templo de Marte Vingador (em latim: Mars Ultor) foram provavelmente destruídos por terremotos no século V. No período medieval, eram conhecidos por diversos nomes — o fórum como Fórum Transitório (em italiano: foro transitorio), Fórum de Nerva (Foro di Nerva) e Fórum de São Basílio (Foro di San Basilio) enquanto que o templo era o Palácio do Imperador Trajano (em latim: Palatium Traiani Imperatoris ou Templo de Nerva (em italiano: Tempio di Nerva. "Fórum de São Basílio" é uma referência ao primeiro uso medieval do fórum, a pequena igreja do século X, San Basilio al Foro di Augusto, com seu mosteiro basiliano anexo, construídos sobre o pódio do templo e sua êxedra. As paredes deste complexo foram encontradas durante as demolições da década de 1930 e foram datadas entre os séculos IX e X.
A igreja basiliana era um pequeno oratório construído na abside do templo e era utilizada originalmente pelo mosteiro.

### Restauração
O convento foi demolido na década de 1930 e o edifício foi transferido para a Comuna de Roma, que o reformou na década de 1940 antes de entregá-lo para os Cavaleiros de Rodes logo depois da Segunda Guerra Mundial.